# Xavier Arbós Marín
Xavier Arbós Marín (Barcelona, 1954) es profesor y jurista español. Doctor en Derecho, es catedrático de Derecho constitucional de la Universidad de Barcelona. 

## Biografía
Nacido en Barcelona en 1954, es licenciado y doctor en Derecho por la Universidad de Barcelona. Es además diplomado en estudios avanzados por el Instituto de Estudios Políticos de París. Ha sido becario «Jean Monnet» del Instituto Universitario Europeo de Florencia. Su tesis doctoral, publicada en 1986, llevaba el título de La idea de nación en el primer constitucionalismo español.

## Trayectoria
Profesor y decano de la Facultad de Derecho de la Universidad de Gerona, así como vicerrector y redactor de los Estatutos de la Universidad de Gerona, pasó a la Universidad de Barcelona en 1998, de la que es catedrático de Derecho constitucional desde 2000. Ha sido Presidente Internacional de la Asociación de Estudios Canadienses. Invitado, como experto jurista, en diversos medios de comunicación y colaborador en diarios como, entre otros, La Vanguardia, El País y El Periódico de Catalunya.